# Karel František ze Seilernu
Karel František ze Seilernu (německy Franz Karl von Seilern, 5. března 1852 Vídeň – 12. dubna 1916 tamtéž) byl rakouský šlechtic z rodu Seilernů a politik z Moravy; poslanec Moravského zemského sněmu, podporovatel české menšiny ve Vídni.

## Biografie
Karel František ze Seilernu se narodil ve Vídni jako syn hraběte Karla Maxmiliána (1825–1905) ze šlechtického rodu Seilern-Aspangů. Jeho otec byl rovněž činný jako politik, stejně jako strýc Josef František (1823–1868). Mladší bratr Julius (1858–1932) spravoval statek Přílepy na Kroměřížsku.
Vystudoval gymnázium a práva na Vídeňské univerzitě, kde složil všechny tři státní zkoušky. Pak studoval agronomii v Mnichově. V roce 1878 se podílel na tažení rakousko-uherské armády v rámci okupace Bosny a Hercegoviny. Poté pokračoval až do roku 1881 v zemědělských studiích. Podnikl studijní cesty po Evropě a poté se věnoval správě statku Milotice, který se pod jeho vedením stal vzorovým hospodářstvím. 
Byl odborníkem na agronomii, uplatňoval nejnovější poznatky a šířil osvětu mezi obyvatelstvem regionu. Angažoval se i v katolickém spolkovém životě na Moravě a byl prezidentem správní rady Moravské agrární a průmyslové banky. V roce 1913 byl zvolen prezidentem české sekce moravského zemského výboru pro přípravu vzniku rakouského letectva.
Pro své národní a politické postoje byl označován jako hrabě-demokrat nebo slovácký hrabě. Výrazně poporoval českou menšinu ve Vídni, v čemž navázal na aktivity podobně smýšlejícího šlechtice, Jana Františka z Harrachu. Zejména měl zásluhu na myšlence vzniku vídeňského Českého domu. Ve Vídni mu patřil palác ve Wollzeile.
Počátkem 20. století se zapojil i do vysoké politiky. V zemských volbách v roce 1902 byl zvolen na Moravský zemský sněm, kde zastupoval kurii venkovských obcí, obvod Kyjov, Hodonín, Žďánice. Na sněm se vrátil v doplňovací volbách 9. února 1907, nyní za kurii velkostatkářskou. V ní uspěl i v řádných zemských volbách v roce 1913. Poslancem byl až do své smrti roku 1916. V roce 1902 se na sněm dostal jako kandidát Katolické strany národní na Moravě. Byl řazen mezi klerikální české politiky. V roce 1907 byl zvolen na sněm jako konzervativec (Strana konzervativního velkostatku).
Od roku 1914 se u něj projevovaly známky nemoci (kornatění cév). Odjel kvůli tomu na jistou dobu do lázní v Nauheimu. Za světové války byl nicméně stále veřejně aktivní. Soustřeďoval se na péči o zraněné vojáky, zejména Slováky. Na jeho popud byl zřízen provizorní špitál ve Vídni. 
V dubnu 1915 utrpěl záchvat mrtvice, v červnu téhož roku druhý záchvat. Zemřel v dubnu 1916 po třetí mrtvici. Pohřben byl do rodinné hrobky Seilernů na hřbitově v Kostelci u Zlína.